# Puente de Adán

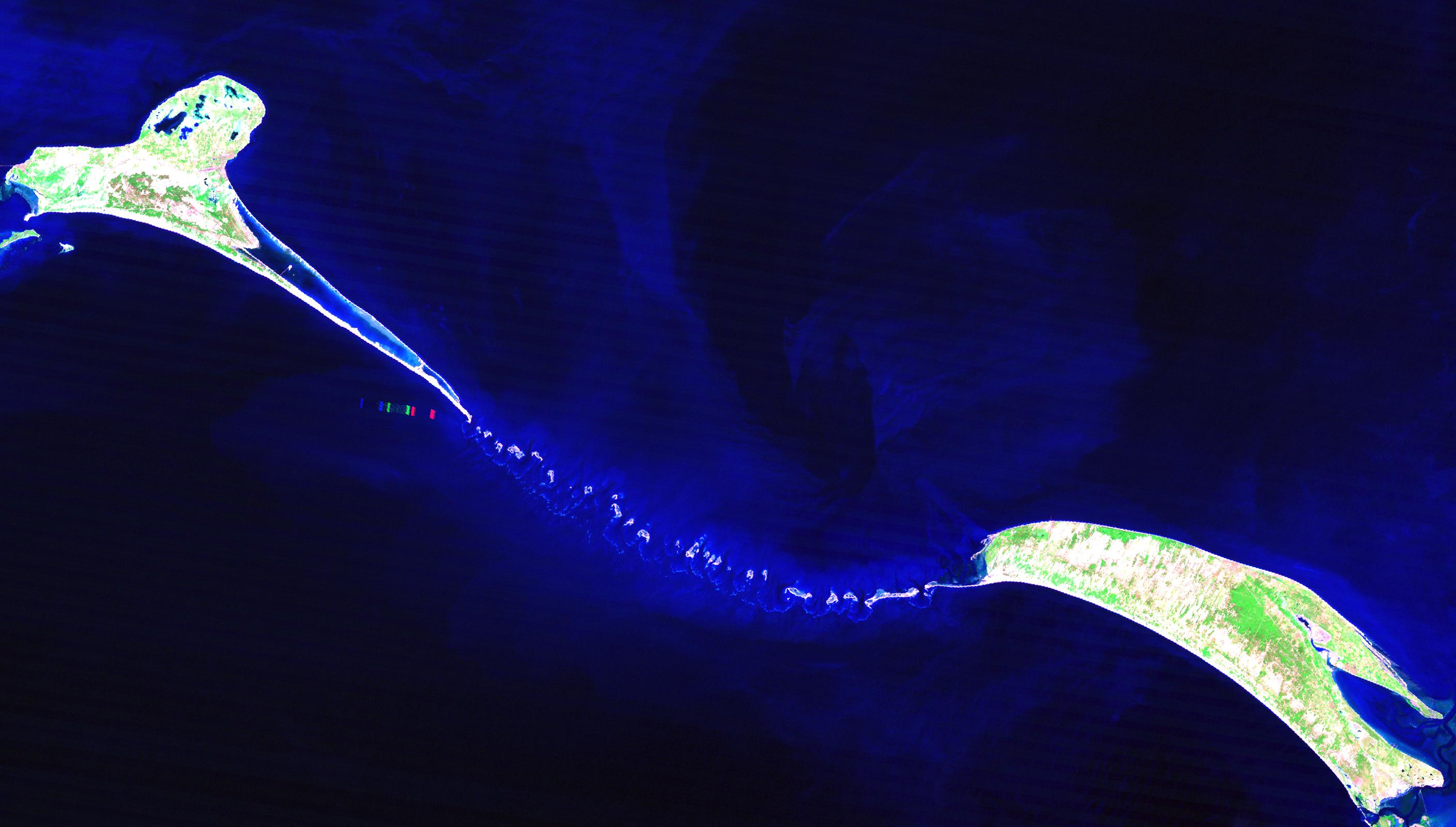
Foto del puente de Adán tomada con el satélite Landsat 5 TM el 6 de febrero de 1988.

El puente de Adán, conocido también como el puente de Rama, es una cadena de arrecifes y bancos de arena entre las islas de Rameswaram, frente a la costa suroriental de Tamil Nadu (sur de la India) y la isla Mannar (en el noroeste de Sri Lanka).

## Denominaciones
La primera mención de la cadena aparece en el antiguo poema épico sánscrito Ramayana, escrito por Valmiki. En la obra el puente es denominado Setubandhanam (2-22-76) y se refiere su construcción por los Vánara u «hombres mono» que servían al héroe Rama, de ahí su otro nombre: Rama Setu. El mar que separa a la India de Sri Lanka se llama Sethusamudram, es decir, «mar del puente».
En El libro de rutas y reinos (en árabe: Kitab al-w'al Masalik-Mamalik), escrito en el siglo IX por el geógrafo persa Ibn Khordadbeh, se le da el nombre de Set Bandhai o "Puente del Mar".
En Occidente, se lo menciona en un mapa neerlandés de 1747 (conservado en la Biblioteca Saraswathi Mahal de Thanjavur) con el nombre de Ramancoil, transliteración aproximada del tamil Raman Kovil (Templo de Rama). 
En mapas británicos del siglo XIX se le da el nombre de Adam's bridge (Puente de Adán) en referencia al Pico de Adán, montaña srilanquesa mencionada por autores islámicos, donde supuestamente habría morado Adán al ser expulsado del Paraíso. Las mismas fuentes describen al primer patriarca cruzando de Sri Lanka a la India por el puente que lleva su nombre.

### Puente de Adán
- Adam's Bridge (en inglés),
- Ta Āthām Pālam o ஆதாம் பாலம் (en tamil).

### Puente de Rama
- Rāma Setu o रामसेतु (en sánscrito),[5]
- Ta Rāmar Pālam o இராமர் பாலம் (en tamil).

## Origen
La evidencia geológica indica que el puente de tierra es una antigua conexión terrestre entre India y Sri Lanka.
Forma una especie de istmo de 30 km de longitud. y separa el golfo de Mannar (suroeste) del estrecho de Palk (noreste). Algunos de los bancos de arena están secos y el mar en la zona tiene escasa profundidad, con solo entre 1 y 10 metros de profundidad en la zona, lo que dificulta la navegación.
Se dice que se podía pasar a pie hasta el siglo XV cuando las tormentas corrieron los bancos de arena que se habían acumulado sobre los arrecifes de coral: los documentos del templo parecen decir que el puente de Rama estaba por completo por encima del nivel del mar hasta que se rompió por un ciclón en el año 1480.

## En lamitología hinduista
Según la versión actual del Ramayana (escrito originalmente por Valmiki en el siglo III a. C.), un ejército de vánaras (monos antropoides) liderados por el mono Jánuman necesitaban cruzar el estrecho de Palk (el mar entre la India y Sri Lanka) para rescatar a Sita, la esposa del rey dios Rama, que había sido raptada por el raksasa de diez cabezas Rávana.
Los monos empezaron a tirar rocas al océano, que ―gracias a una bendición del dios Rama― flotaban sobre el agua. De esa manera crearon el «puente de Rama», cruzaron el estrecho y conquistaron Sri Lanka. Después de regresar al continente, el puente dejó de flotar y se hundió en el océano.
Un vánara constructor llamado Nala dijo ser descendiente de Viswakarma ―el arquitecto de los dioses― y dirigió a sus compañeros vánaras para construir el puente.
Tardaron cinco días en terminar el puente de 100 ioyanas (1100 km):
- 14 ioyanas en el día 1
- 20 ioyanas en el día 2
- 21 ioyanas en el día 3
- 22 ioyanas en el día 4
- 23 ioyanas en el día 5

Rama habría vivido a finales del treta-iuga (la tercera era), o sea hace unos 0,87 millones de años.
Sin embargo, la evidencia geológica afirma que el istmo se creó (por movimientos de los bancos de arena desde el continente) hace apenas unos 5000 años.
De acuerdo con la medición del radiocarbono de una muestra del coral que se encuentra bajo los bancos de arena, estos se empezaron a crear entre el 2210 y el 1880 a. C.
En la actualidad, varios sitios de internet de origen indostaní afirman que el puente fue construido el 20 de septiembre de 5076 a. C.

### Datación de la leyenda
Esta leyenda permite fechar la versión actual del Ramayana, ya que después de que el istmo quedó sumergido bajo el agua (en 1480), las personas que cruzaban en botes a Sri Lanka podían percibir que a poca profundidad había un «puente» hundido. Entonces ―para explicar por qué había una especie de puente que cruzaba hasta la isla de Sri Lanka y que no se podía utilizar porque se encontraba a unos metros de profundidad― se habría creado una leyenda de que el istmo había sido un puente que había flotado pero que se había hundido.